# 歩兵第83連隊
歩兵第83連隊（ほへいだい83れんたい、歩兵第八十三聯隊）は、大日本帝国陸軍の連隊のひとつ。

## 沿革
- 1938年（昭和13年）

7月14日 - 軍旗拝受
9月 - 塘沽に上陸、徐州周辺の警備にあたる
- 1942年（昭和17年）2月 - 仏印に転進、越支国境地帯の警備にあたる
- 1945年（昭和20年）

3月 - 明号作戦に参加
8月 - 終戦

## 歴代連隊長
| 代 | 氏名     | 在任期間    | 備考 |
| -- | -------- | ----------- | ---- |
| 1  | 北川一夫 | 1938.4.4 -  |      |
| 2  | 宮下文夫 | 1940.8.1 -  |      |
| 3  | 吉田皐   | 1942.8.1 -  |      |
| 末 | 一宮基   | 1943.11.1 - |      |